# Yosowilangun Lor
Yosowilangun Lor is een bestuurslaag in het regentschap Lumajang van de provincie Oost-Java, Indonesië. Yosowilangun Lor telt 7562 inwoners (volkstelling 2010).